# Maximiliano Arellano
Maximiliano Arellano (Metepec, 2000–) az orvostudományok területén egy mexikói csodagyerek. Saját maga tanult orvostudományt, belgyógyászatot, aki az oszteoporózis, a cukorbetegség, az anémia és a kóros vérzékenység területén szakértővé akar válni. Tudását bizonyítandó, már hatéves korától előadásokat tartott orvostudományi egyetemeken, amiknek az "Oszteroporózis okai és következményei" címet adta. Roberty Camacho, a Mexikói Állami Orvostudományi Egyetem rektora azt mondta, véleménye szerint a fiú túl fiatal ahhoz, hogy elvégezze az egyetemet, de növekvő hírneve miatt ki lehetne próbálni képességeit. Maximiliano édesanyja mindent megtesz, hogy fiának a legjobb feltételeket biztosítsa, és azt állítja, a fia 13 éves korában már szakképzett orvos lesz.